# Víctor Licandro

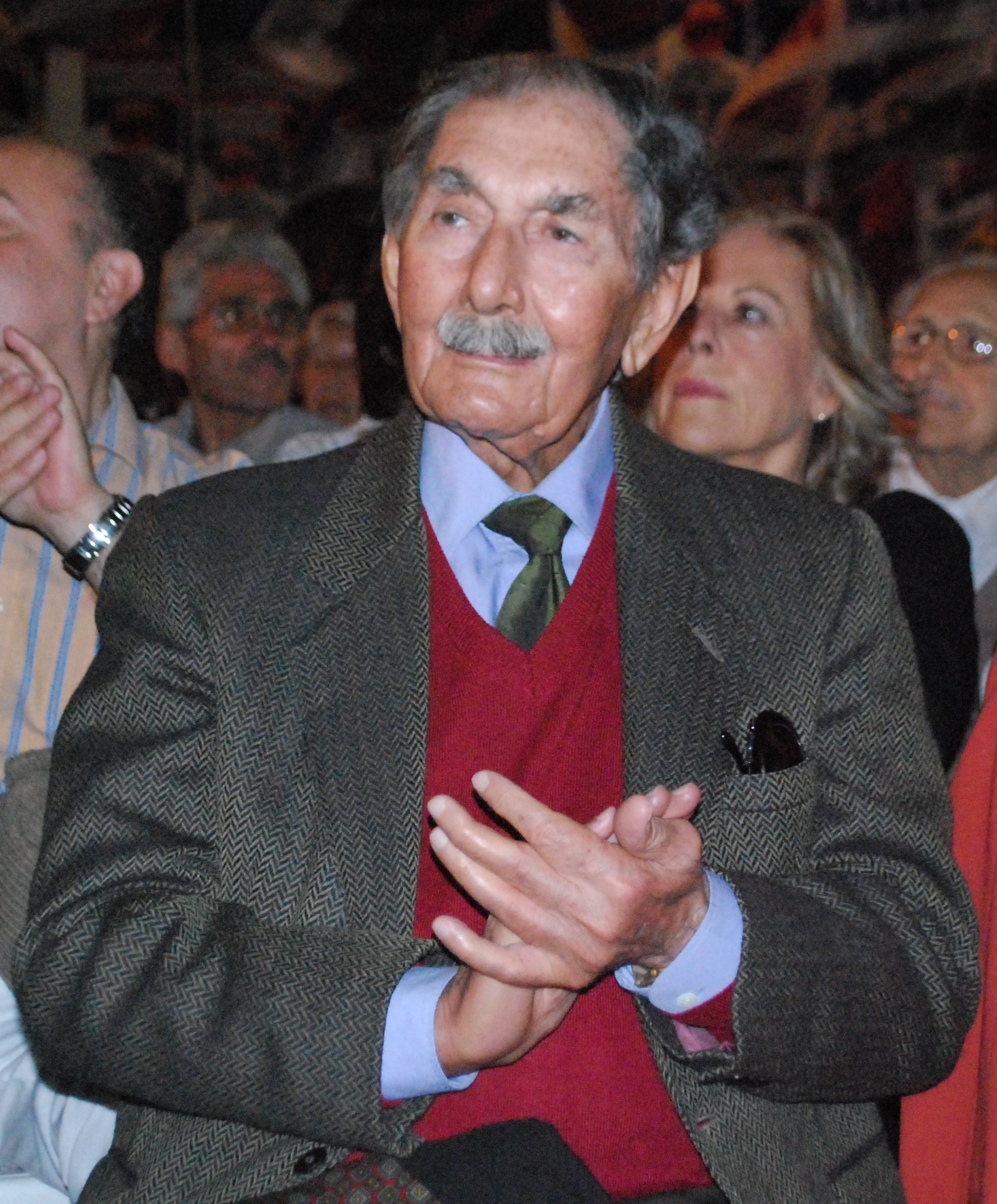
Víctor Licandro

Víctor Manuel Licandro (* 26. Februar 1918 in Tacuarembó, Departamento Tacuarembó; † 30. März 2011 in Montevideo) war ein uruguayischer General und Politiker, der zu den Mitgründern der Frente Amplio gehört.

## Leben
Licandro engagierte sich bereits frühzeitig politisch und wurde 1933 wegen der Teilnahme an Protesten gegen die Diktatur von Gabriel Terra verhaftet. Nach dem Schulbesuch trat er 1940 seinen Militärdienst an und absolvierte eine Ausbildung zum Offizier der Kavallerie, wobei er zunächst in dem in Tacuarembó stationierten Kavallerieregiment 5 diente. 1947 gehörte er zu den Mitarbeitern für Topografie bei der Vorbereitung eines zusammen mit Argentinien geplanten Staudamms am Salto Grande. Nach einem zweijährigen Studienaufenthalt in der Schweiz und der Niederlande wurde er 1953 nach seiner Rückkehr Mitarbeiter der vom Militärgeografischen Institut beauftragten Kommission zur Vorbereitung des Baus zentraler Wasserkraftwerke. Danach war er zwischen 1956 und 1961 Generalsekretär der Zentralen Militärkommission und wurde 1958 Kommandeur der Militärregion III sowie Mitglied des Ehrenrates der Armee. Licandro, der während seiner militärischen Laufbahn zum General aufstieg, reichte 1968 sein Rücktrittsgesuch ein aus Protest gegen die Regierung von Jorge Pacheco Areco.
Am 5. Februar 1971 gehörte er zu den Mitgründern des linken Parteienbündnisses Frente Amplio. Am 6. Juli 1973 wurde er zusammen mit General Líber Seregni (1916–2004) verhaftet, nachdem er mit diesem zuvor den Staatsstreich vom 27. Juni 1973 gegen Präsident Juan María Bordaberry öffentlich kritisiert hatte. Im Anschluss befand er sich bis 1983 in Haft und nahm nach seiner Freilassung im November 1983 an Demonstrationen teil, die eine Rückkehr zur Demokratie forderten.
Nach dem endgültigen Ende der Militärdiktatur im Jahre 1985 übernahm er mehrere wichtige Ämter innerhalb der Frente Amplio und war dort zeitweilig Präsident des Tribunals für politisches Verhalten und Präsident der Verteidigungskommission.